# Nouzonville
Nouzonville är en kommun i departementet Ardennes i regionen Grand Est (tidigare regionen Champagne-Ardenne) i nordöstra Frankrike. Kommunen ligger  i kantonen Nouzonville som ligger i arrondissementet Charleville-Mézières. År 2022 hade Nouzonville 5 548 invånare.

## Befolkningsutveckling
Antalet invånare i kommunen Nouzonville
Referens: INSEE